# ～infinity～∞
《～infinity～∞》為林原惠於1998年4月24日發行的第18張單曲。
由STAR CHILD發行，King Records販售（KIDA-161）。

## 概要
- 收錄曲為林原惠本身也有演出的電視動畫《失落的宇宙》的主題曲，兩首歌分別被用為片頭曲及片尾曲。
- CD封面印上了《失落的宇宙》，並且設計成在黑暗中一部份會發光的蓄光封面。
- 此作在星期五發售，也就是合作動畫的播放日，奇怪的是發售日－1998年4月24日播放的是第4集「ヤシガニ屠る」。
- 林原惠單曲中的銷售量紀錄是第4名，但排除《Give a reason》則成為第3名（詳細說明請參照Give a reason）。並且第1名《Give a reason》、第2名《Don't be discouraged》、第3名《Just be conscious》皆與《秀逗魔導士》相關連，作為《秀逗魔導士》以外的商業搭配歌曲得到了第1名。不過，此次合作作品《失落的宇宙》的原作者－神坂一正是《秀逗魔導士》的作者。
- 動畫歌曲關聯排行榜《SOMETHING DREAMS Multimedia Countdown》中初登場時得到第3名，登場2週後3週連續獲得第1名，登場第5週時被一直位居第2名的TWO-MIX以「BEAT OF DESTINY」奪走寶座。不過，登場第7週時返回第1名之後，在「raging waves」進榜前都一直維持在前3名。

## 内容
1. ～infinity～∞ [4:25]
  - 作詞：MEGUMI、作曲：佐藤英敏、編曲：添田啓二
  - 演奏時間 - 4:30
  - 東京電視播放的電視動畫－《失落的宇宙》片頭曲
  - 歌詞就如標題以「無限」為關鍵字，表現出「命運」「未知」「可能性」「世界観」等主題。
  - 林原惠名義的音樂專輯中，雖有收錄進2000年發行的精選輯『VINTAGE S』，在原創專輯中則未收錄。
  - 2007年，《失落的宇宙》的共同演出者－保志總一朗發行的單曲《Starting again》中以「～Re.infinity～∞」為標題收錄重編曲、翻唱版本。
2. EXTRICATION [5:13]
  - 作詞：有森聰美、作曲・編曲：大森俊之
  - 演奏時間 - 4:39
  - 本作的c/w曲。《失落的宇宙》片尾曲
  - 與有躍動感的《～infinity～∞》相反，是很沉著的歌曲。歌詞有著因生而伴隨的「感受」或「思考」、「願望」等主題性。
3. ～infinity～∞ （Karaoke）
4. EXTRICATION （Karaoke）

## 收錄專輯
- ～infinity～∞
《VINTAGE S》（未收錄於原創專輯）
- EXTRICATION
專輯未收錄

## 關連項目
- 保志總一朗
- Starting again